# Joseph Ngalle
Joseph Martial Ngalle (Mbalmayo, 1985. március 13. –) kameruni labdarúgó, aki Magyarországon legutóbb a Tótkomlós játékosa volt.

## Pályafutása
2006 januárjába Sisa Tibor kapcsolatainak köszönhetően több kameruni labdarúgóval együtt érkezett Tatabányára.
2009-ben felépülése után az NB II-es Makóhoz került. majd az NB I-be feljutó Szolnoki MÁV igazolta le. Itt tizenkilenc bajnokin egy gólig jutott. Az idény végén csapata búcsúzott az élvonaltól. 2011–12-ben Szigetszentmiklósra igazolt az NB II-be, itt 15 meccs egy gól. 2012. december 29-én a Kazincbarcikai vezetőség szerződést bontott vele.  Ngalle a szezon után újból csapatot váltott, a Tisza Volán csapatához igazolt a Csongrád Megyei első osztályba. 27 meccsen 9 góljával feljutáshoz segítette csapatát. Így újra az NB III-ban játszhatott, ahol is 27 mérkőzésen 4 gólig jutott. A bajnokság után Ngalle már a Békés Megyei első osztályban szereplő Tótkomlós együttesét erősítette. A 2015–16-os szezonban 11 bajnoki mérkőzésen 5 gólt szerzett.

## Sikerei, díjai
- Makó FC
  - NB II bronzérmes: 2008–09
- Tisza Volán
  - Csongrád Megyei első osztály: 2013–14